# Werner Schlagge
Werner Schlagge (né le 10 novembre 1909 à Berlin, mort le 29 juillet 1973 à Hambourg) est un ingénieur du son allemand.

## Filmographie
- 1949 : Schuld allein ist der Wein (de)
- 1950 : Lied der Wildbahn
- 1950 : Taxi-Kitty (de)
- 1951 : L'Homme perdu
- 1951 : Braunes Gold in flinken Händen (court métrage)
- 1951 : Ursula (de)
- 1952 : Oh, du lieber Fridolin (de)
- 1952 : La Veille du mariage (de)
- 1952 : Inselsommer (court métrage)
- 1952 : An alle! (court métrage)
- 1952 : Auf Cuba und in Mexiko (court métrage)
- 1953 : L'Amour pour la vie (de)
- 1953 : Alles für Papa (de)
- 1953 : Bella Italia (court métrage)
- 1953 : Fliegende Untertassen (court métrage)
- 1954 : Columbus entdeckt Krähwinkel
- 1955 : Die Stadt ist voller Geheimnisse (de)
- 1954 : Le Général du Diable
- 1955 : Die Toteninsel (de)
- 1955 : Drei Tage Mittelarrest (de)
- 1955 : Les Yeux bleus (de)
- 1955 : San Salvatore (de)
- 1956 : Le Mariage du docteur Danwitz (de)
- 1956 : Le Capitaine de Köpenick
- 1956 : Docteur Vlimmen (de)
- 1956 : La Nuit de la Saint-Jean (Johannisnacht) de Harald Reinl
- 1956 : Dernière escale (de)
- 1957 : Rendez-vous à Zurich (de)
- 1957 : Tolle Nacht (de)
- 1957 : Es wird alles wieder gut
- 1957 : Les Jolies Jambes de Dolores (de)
- 1957 : Träume von der Südsee (de)
- 1957 : Das Herz von St. Pauli
- 1958 : Herz ohne Gnade (de)
- 1958 : La Muselière (de)
- 1958 : Der Tod auf dem Rummelplatz (TV)
- 1958 : 13 kleine Esel und der Sonnenhof (de)
- 1959 : Frau im besten Mannesalter (de)
- 1959 : La Rage de vivre
- 1959 : Et tout le reste n'est que silence
- 1959 : Les Buddenbrook
- 1960 : La Profession de Madame Warren (Frau Warrens Gewerbe)
- 1960 : La Femme à la fenêtre obscure (de)
- 1960 : Mit 17 weint man nicht (de)
- 1960 : Le Verre d'eau (de)
- 1960 : Faust
- 1961 : Der grüne Bogenschütze (de)
- 1961 : Les Mystères de Londres
- 1961 : Bei Pichler stimmt die Kasse nicht (de)
- 1961 : Question 7
- 1961 : Le Faussaire de Londres
- 1961 : Drôle de menteur
- 1961 : Gestatten, mein Name ist Cox (de) (série télévisée, 13 épisodes)
- 1962 : L'Orchidée rouge
- 1962 : Le Requin harponne Scotland Yard
- 1962 : Les Années heureuses (de)
- 1963-1964 : Hafenpolizei (de) (série télévisée, 26 épisodes)
- 1964 : Toujours au-delà
- 1964 : Nebelmörder (de)
- 1966 : Intercontinental Express (de)  (série télévisée, 12 épisodes)
- 1971-1972 : Percy Stuart (de) (série télévisée, 13 épisodes)
- 1972-1973 : Im Auftrag von Madame (de)  (série télévisée, 13 épisodes)